# Nannochorista edwardsi
Nannochorista edwardsi is een schorpioenvlieg uit de familie van de Nannochoristidae. De wetenschappelijke naam van de soort is voor het eerst geldig gepubliceerd door Kimmins in 1929.
De soort komt voor in Chili en Argentinië.